# فيلي لويس (موسيقي)
فيلي لويس (بالإنجليزية: Willie Lewis)‏ هو موسيقي أمريكي، ولد في 1946.

## وصلات خارجية
- ويلي لويس على موقع ميوزك برينز (الإنجليزية)